# 平頂半島
平頂半島（英語：Flat Top Peninsula），是南極洲的半島，位於南設得蘭群島的喬治王島，處於該島西南端以北2公里，由英國研究隊命名和繪入地圖，現時由南極條約體系管理。